# O Município (jornal)
O Município é um jornal da cidade de Brusque, em Santa Catarina. O periódico, que faz parte do grupo "O Município", circula diariamente nas cidades de Brusque, Botuverá, Guabiruba, Nova Trento e São João Batista. Em setembro de 2019, sua versão digital bateu o recorde regional de acessos.

## História
O jornal, que surgiu em 1954, foi criado pelo radialista Raul Schaefer.  Nessa época, era semanário, possuía quatro páginas, era composto em tipos móveis e impresso em papel jornal.
Em 1993, o semanário ingressou em uma nova fase ao aposentar a linotipo e publicar sua primeira edição em off-set, e adotando o formato Standard. Em 1997, o jornal passou por uma grande reforma gráfica.
Ao completar 60 anos de fundação em 2014, o jornal O Município (na época Município Dia a Dia) recebeu homenagem na Assembleia Legislativa do Estado de Santa Catarina  e na Câmara de Vereadores de Brusque . Para celebrar os 60 anos de história, o jornal O Município criou a exposição “Município Dia a Dia, Ano a Ano”.
Em março de 2017, voltou a adotar o nome O Município..

## Portal
No dia 14 de março de 2017, o jornal unificou o nome das duas plataformas como O Município .

## Grupo O Município
Em outubro do 2017, o jornal transformou-se em grupo com a criação do jornal O Município Blumenau , com atuação 100% digital. Em 2020 foi a vez da estreia de O Município Joinville .
Com a chegada da pandemia do novo coronavírus no Brasil, os jornais pertencentes ao Grupo O Município intensificaram a cobertura sobre o tema com foco nos reflexos locais.

## Prêmios
| Ano  | Reportagem                  | Veículo            | Autor         | Categoria | Resultado |
| ---- | --------------------------- | ------------------ | ------------- | --------- | --------- |
| 2016 | Educação é o meu negócio    | Jornal O Município | Bárbara Sales | Texto     | 2º lugar  |
| 2019 | A nova revolução industrial | Jornal O Município | Bárbara Sales | Texto     | 3º lugar  |

| Ano  | Reportagem                                 | Veículo            | Autor                                                       | Categoria                         | Resultado |
| ---- | ------------------------------------------ | ------------------ | ----------------------------------------------------------- | --------------------------------- | --------- |
| 2016 | Coleta Seletiva: Responsabilidade de todos | Jornal O Município | Marcos Borges                                               | Regional Blumenau: Internet       | Venceu    |
| 2017 | Saneamento básico: O grande desafio        | Jornal O Município | Marcelo Reis                                                | Estadual: Mídia Impressa          | 1° lugar  |
| 2017 | De olho na Água                            | Jornal O Município | Marcos Borges                                               | Regional Blumenau: Internet       | Venceu    |
| 2018 | Encantos                                   | Jornal O Município | Cristóvão Vieira Oliveira, João Vitor Roberge e Natália Huf | Regional Blumenau: Mídia Impressa | Venceu    |
| 2018 | Rio de Impunidade                          | Jornal O Município | Bárbara Sales                                               | Regional Blumenau: Internet       | Venceu    |
| 2019 | Plantando o Futuro                         | Jornal O Município | Alice Kienen e Marcos Borges                                | Estadual: Mídia Impressa          | 2º lugar  |

| Ano  | Reportagem                                              | Veículo            | Autor            | Categoria             | Resultado |
| ---- | ------------------------------------------------------- | ------------------ | ---------------- | --------------------- | --------- |
| 2017 | Chácara Edith: Floresta preservada no coração da cidade | Jornal O Município | Juliana Eichwald | Profissional Impresso | Venceu    |

| Ano  | Profissional    | Veículo            | Categoria                                     | Resultado |
| ---- | --------------- | ------------------ | --------------------------------------------- | --------- |
| 2018 | Everton Caetano | Jornal O Município | Melhor Atendimento Comercial - Mídia Impressa | Venceu    |